# Bohdanovce nad Trnavou
Bohdanovce nad Trnavou – wieś (obec) na Słowacji, w kraju trnawskim, w powiecie Trnawa. Znajduje się w zachodniej części Słowacji.